# 土曜ミッドナイトドラマ
『土曜ミッドナイトドラマ』（どようミッドナイトドラマ）は、テレビ朝日で2006年4月から2008年8月まで放送された深夜ドラマ枠。

## 概要
2006年4月から9月まで1クール作品だったが、2006年10月以降の作品は原則として1～2ヶ月で完結する形になった（まれにこのドラマ枠を休止する場合もあった）。基本的に人気小説･漫画原作のドラマ化であるが、深夜の放送とあって、ゴールデンタイムでは放送基準に抵触するシーンも放送することが可能であったことから、個性的な作品が数多く制作された。また、「もういちど地下鉄に乗って」「もうひとつの象の背中」のように、映画のアナザーストーリーとしてドラマ版を放送することもあった。
2008年4月からは海外ドラマ「ビヨンド・ザ・ブレイク」が放送されたが、2008年8月23日に終了すると同時に、「土曜ミッドナイトドラマ」の枠そのものも終了することとなった。

## 放送時間帯
- 日曜未明（土曜深夜）1:25 - 1:55（JST）

## 歴代のドラマ

### 2006年
- 4月 - 6月：吉祥天女
- 7月 - 9月：快感職人
- 10月：もういちど地下鉄に乗って
- 11月：休止
- 12月：拝み屋横丁顛末記

### 2007年
- 1月：パズル
- 2月：失踪HOLIDAY
- 3月：休止
- 4月 - 6月：ティッシュ（坂辺周一の漫画「ティッシュ。」が原作）
- 7月：休止
- 8月 - 9月：新宿スワン
- 10月 - 11月：もうひとつの象の背中
- 12月：休止し、年末編成

### 2008年
- 1月 - 2月：腐女子デカ
- 2月 - 3月：コインロッカー物語
- 4月 - 8月：ビヨンド・ザ・ブレイク（海外ドラマ）

| テレビ朝日 土曜25時台後半枠                                             | テレビ朝日 土曜25時台後半枠 | テレビ朝日 土曜25時台後半枠 |
| 前番組                                                                  | 番組名                      | 次番組                      |
| ----------------------------------------------------------------------- | --------------------------- | --------------------------- |
| 1:30-完売劇場※土曜2:50枠へ移動 1:40-ワールドプロレスリング※2:10枠へ移動 | 土曜ミッドナイトドラマ      | 鬼のワラ塾                  |